# Чемпіонат Швеції з футболу 1918
Svenska Mästerskapet 1918 — чемпіонат Швеції з футболу. Проводився за кубковою системою. У чемпіонаті брали участь 34 клуби. 
Чемпіоном Швеції став клуб ІФК Гетеборг.

## Півфінали
22 вересня 1918 ІФК Гетеборг — ІК «Сіріус» (Уппсала) 6:1
22 вересня 1919 Гельсінгборгс ІФ — Марієбергс ІК 2:1

## Фінал
6 жовтня 1919 ІФК Гетеборг — Гельсінгборгс ІФ 5:0